# Goya en Burdeos
Goya en Burdeos is een Spaans-Italiaanse dramafilm uit 1999 onder regie van Carlos Saura.

## Verhaal
De zieke Francisco Goya spendeert de laatste jaren van zijn bestaan in vrijwillige ballingschap in Bordeaux. Hij protesteert daarmee tegen het onderdrukkende bewind van koning Ferdinand VII. In gedachten herleeft hij de belangrijkste ogenblikken uit zijn leven.

## Rolverdeling
| Acteur                    | Personage              |
| ------------------------- | ---------------------- |
| Francisco Rabal           | Goya                   |
| José Coronado             | Jonge Goya             |
| Dafne Fernández           | Rosario                |
| Eulàlia Ramon             | Leocadia               |
| Maribel Verdú             | Hertogin van Alva      |
| Joaquín Climent           | Moratín                |
| Cristina Espinosa         | Pepita Tudó            |
| Josep Maria Pou           | Godoy                  |
| Saturnino García          | Pastoor in San Antonio |
| Concha Leza               | Vrouw in Andalusië     |
| Franco di Francescantonio | Arts in Andalusië      |
| Carlos Hipólito           | Juan Valdés            |
| Manuel de Blas            | Salcedo                |
| Pedro Azorín              | Braulio Poe            |
| Emilio Gutiérrez Caba     | José de la Cruz        |